# Alexandre-François Caminade
Pour les articles homonymes, voir Caminade.
Alexandre-François Caminade, né à Paris le 14 décembre 1783 et mort le 27 mai 1862 à Versailles, est un peintre français.

## Biographie
Fils de Marc-Alexandre Caminade (1746-1816), Alexandre François Marie Caminade de Castres est le frère du général de brigade Amédée Caminade (1785-1874).
Élève de Jacques Louis David et de Léonor Mérimée, Alexandre-François Caminade obtient le troisième prix de Rome en peinture en 1806 avec Le retour de l'enfant prodigue et le deuxième prix en 1807 avec Thésée vainqueur du Minotaure. Peintre d'Histoire et de sujets religieux, il est aussi un portraitiste sensible. Il est décoré de la Légion d'honneur en 1833.
Alexandre-François Caminade est inhumé au cimetière Saint-Louis de Versailles.

## Œuvres
- Le retour de l'enfant prodigue (1806), Concours de Rome - 3e prix, Collection privée.
- Le Mariage de la Vierge (1824), église saint-Médard, Paris.
- Portrait de Marie-Thérèse de France, Duchesse d'Angoulême (1827), château de Versailles.
- Portrait de François de Neufville, Duc de Villeroy, Maréchal de France (1834), rectorat de l'université de Strasbourg.
- Portrait de Jacques Alexandre Law, Marquis de Lauriston (1835), château de Versailles.
- Portrait de Françoise-Marie de Bourbon (1834), château de Versailles.
- Le Lévite d’Ephraïm (1837) Musée des Beaux-Arts de Lyon.
- Portrait de Louise-Anne de Bourbon-Condé (1840), mairie de Nozières. Une copie est conservée au château de Versailles.
- Portrait de Louis V Joseph de Bourbon-Condé, Prince de Condé (1841), château de Versailles.
- Le Baptême du Christ (1843-1848)

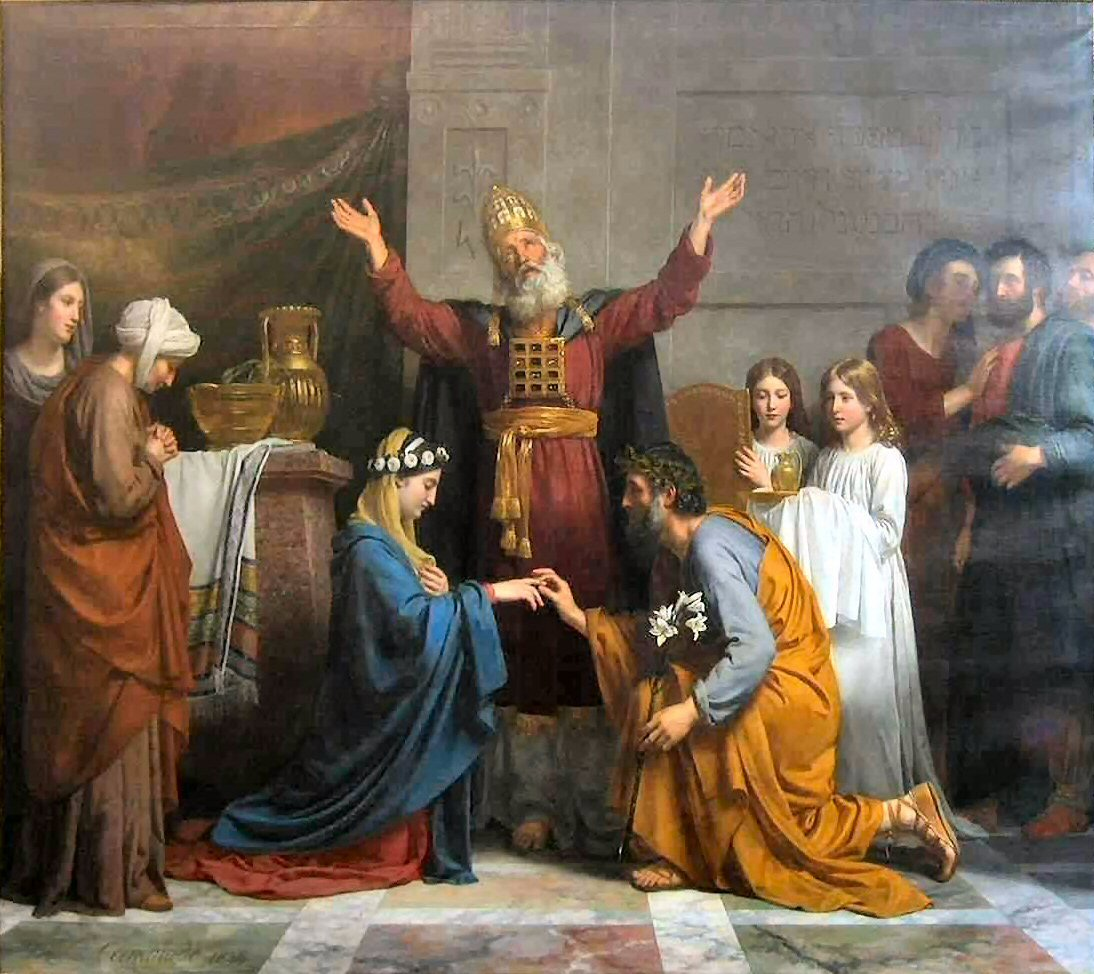
Le Mariage de la Vierge (1824), église saint-Médard, Paris.
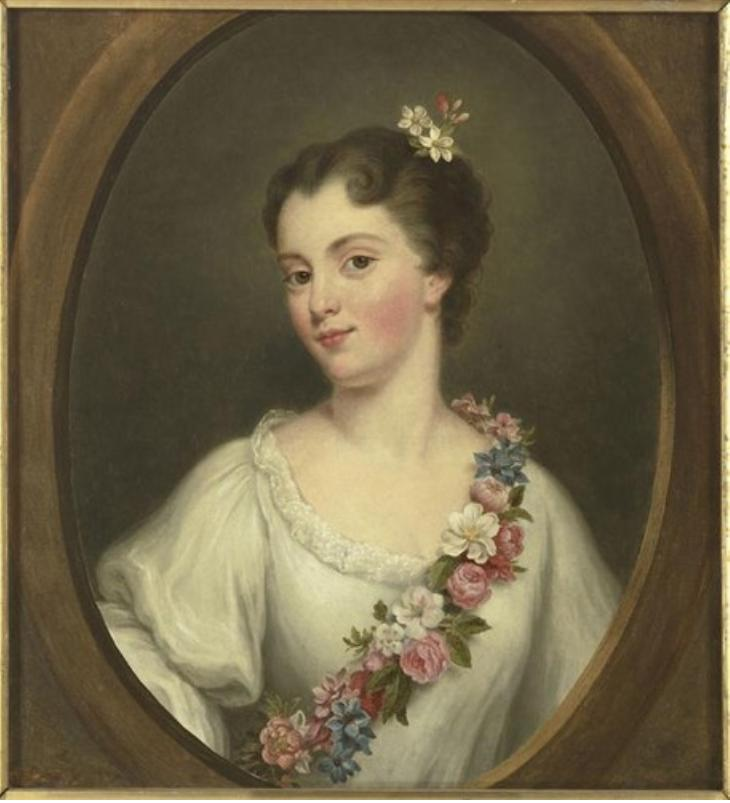
Portrait de Louise-Anne de Bourbon-Condé (1840), mairie de Nozières.
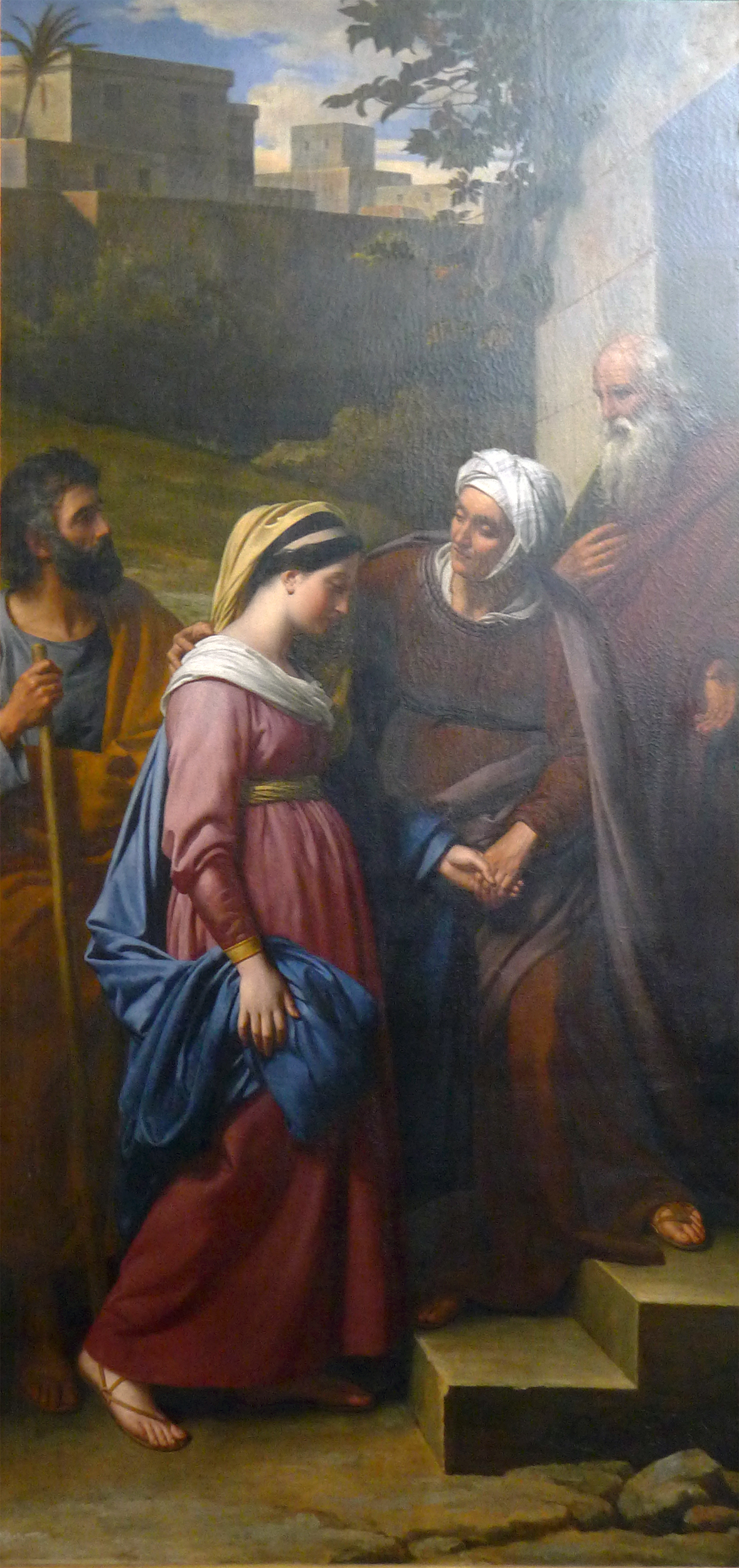
La Visitation (église Saint-Etienne-du-Mont, Paris 5e).
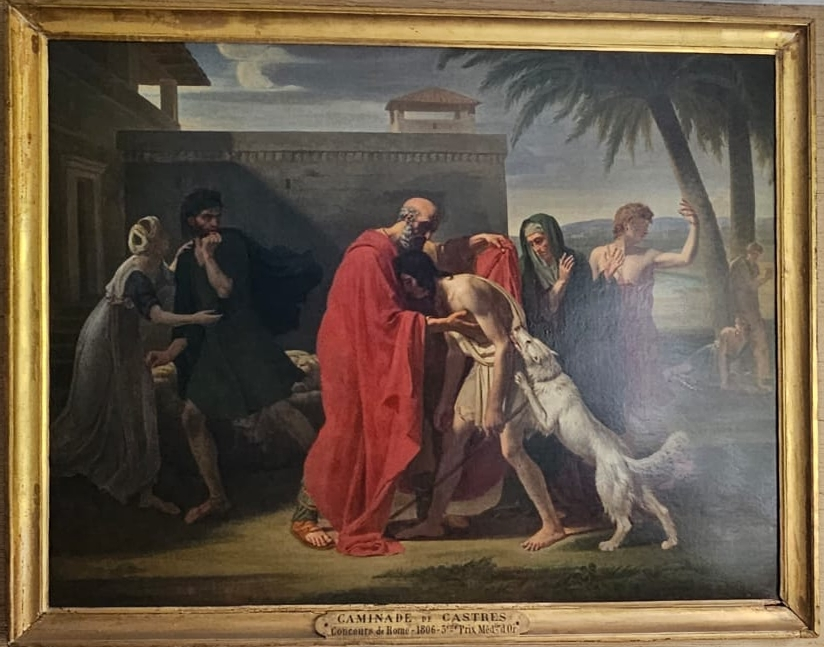
Le retour de l'enfant prodigue (1806), tableau peint pour le Prix de Rome, collection particulière.

## Sources
- Dossier de Légion d'honneur d'Alexandre-François Caminade.